# Championnat NCAA masculin de basket-ball 2006
Navigation
2005 2007
Le championnat NCAA de basket-ball 2006 a réuni 65 équipes NCAA dans un tournoi du 14 mars 2006 au 3 avril 2006. Le Final Four s'est tenu du premier au 3 avril 2006 dans le RCA Dome à Indianapolis et a été remporté par les Gators de l'université de Floride. Joakim Noah a été élu Most Outstanding Player du tournoi.

## Final Four
|  | Demi-finales | Demi-finales |      |    | Finale  | Finale  |
|  | Demi-finales | Demi-finales |      |    | Finale  | Finale  |
|  |              |              |      |    |         |         |
|  | 1er avril    | 1er avril    |      |    | 3 avril | 3 avril |
|  | 1er avril    | 1er avril    |      |    | 3 avril | 3 avril |
|  | LSU          | 45           |      |    | 3 avril | 3 avril |
|  | LSU          | 45           |      |    | 3 avril | 3 avril |
|  | UCLA         | 59           |      |    | 3 avril | 3 avril |
|  | UCLA         | 59           | UCLA | 57 |         |         |
|  |              |              | UCLA | 57 |         |         |
|  |              | Florida      | 73   |    |         |         |
|  | George Mason | Florida      | 73   | 58 |         |         |
|  | George Mason |              |      | 58 |         |         |
|  | Florida      | 73           |      |    |         |         |
|  | Florida      | 73           |      |    |         |         |